# Strophanthus gratus
Strophanthus gratus es una especie de liana perteneciente a la familia de las apocináceas.

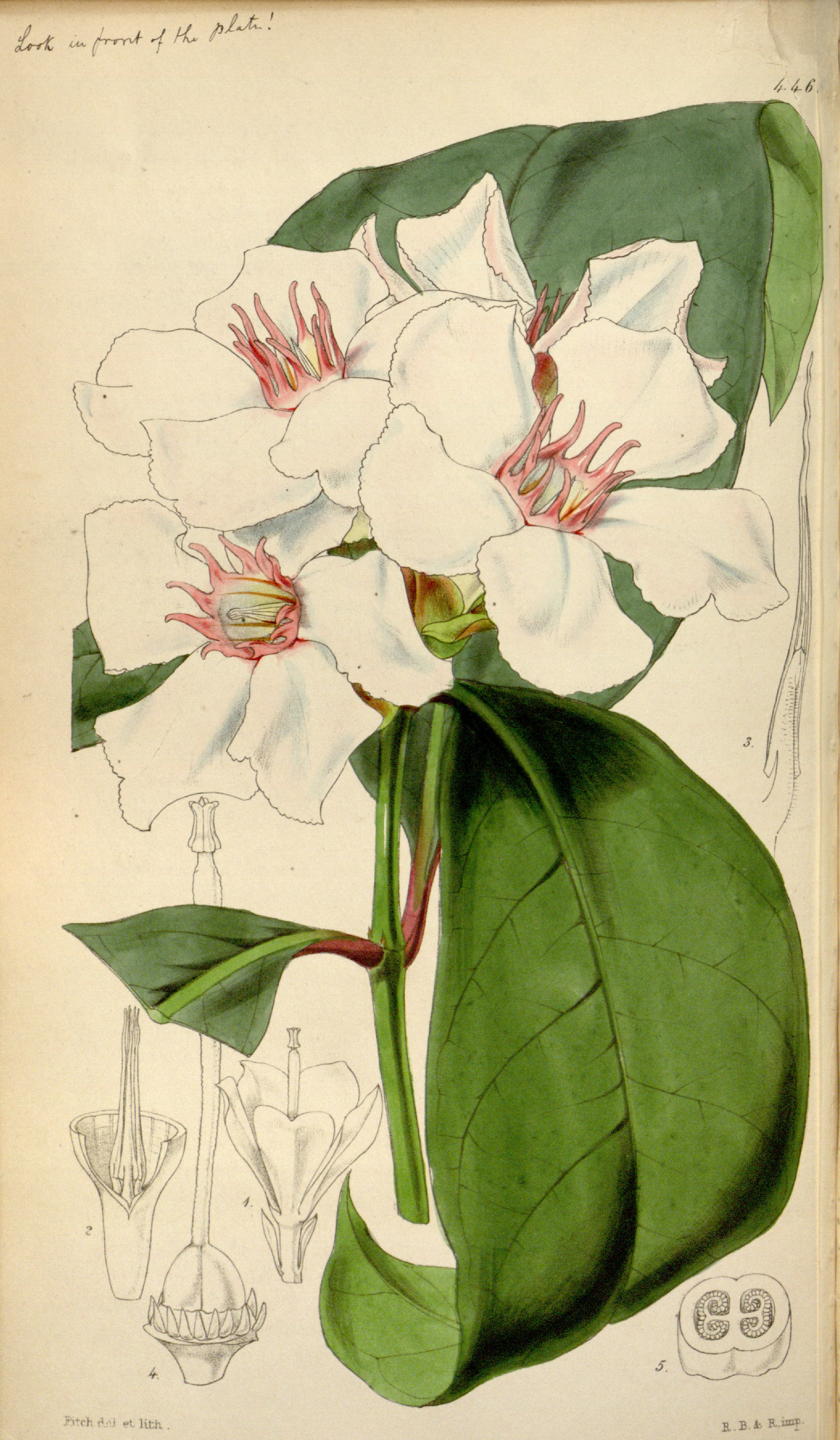
Ilustración

## Descripción
Es una liana leñosa, robusta, con hojas ovaladas, que poseen una costilla central roja. Las flores son acampanadas y vistosas. El fruto contiene semillas alargadas con sedas terminales.

## Distribución
Originario de África occidental y ecuatorial. Aparece de manera natural en el bosque virgen de Río Muni.

## Propiedades
Actúa como remedio para la fiebre y la gonorrea. También es cardiotónico, aunque en dosis altas puede ser mortal, por lo que se utiliza como veneno para flechas de ballesta.

## Taxonomía
Strophanthus gratus fue descrito por (Wall. & Hook.) Baill.  y publicado en Histoire des Plantes 10: 171. 1888.
Etimología
Strophanthus: nombre genérico que deriva de "strophos" y "anthos" (flor torcida) por los segmentos torcidos de su corola que en alguna especies alcanzan hasta 35 cm de longitud.
Sinonimia
- Nerium guineense Brongn. ex Perrot & Vogt
- Roupalia grata (Wall. & Hook.) T.Moore & Ayres
- Roupellia grata Wall. & Hook.	basónimo
- Strophanthus chopraie M.R.Almeida
- Strophanthus glaber Cornu ex Holmes
- Strophanthus gratus Franch.
- Strophanthus ouaboio Holmes
- Strophanthus perrotii A.Chev.
- Strophanthus stanleyanus Hook.[3][4]